# Century Media Records
Century Media Records es un sello discográfico subsidiario de Sony Music, dedicado a la música metal, con oficinas en los Estados Unidos, Brasil, Australia, Francia, Italia, Suecia, el Reino Unido, y su base principal en Alemania. Century Media fue fundada en 1988 y ha lanzado al estrellato a bandas como Blind Guardian, Moonspell, Cryptopsy, Iced Earth, Arch Enemy, In Flames, Vital Remains y Lacuna Coil.
El sello se especializa en power metal, death metal y black metal, así como otros subgéneros relacionados.

## Subdivisiones
- Century Black - Filial surgida a mediados de los  años 1990 especializada, básicamente, en black metal. Actualmente está cerrada.
- Abacus Recordings - Filial dedicada, prácticamente en su totalidad, a trabajar con bandas metalcore estadounidenses. Actualmente cerrada.
- Another Century - Filial fundada en 2014, especializada en hard rock.
- Siege Of Amida - Filial fundada en 2006, especializada en death metal y deathcore.
- Blooddawn Records - Filial fundada como discográfica independiente por Evil, guitarrista de Marduk, para los lanzamientos de dicha banda. Hoy, es una filial de Century Media.
- People like You Records - Filial especializada en punk rock y, anteriormente, en stoner metal.
- Liquor and Poker Music - Filial dedicada al stoner doom metal. Actualmente cerrada.
- Olympic Recordings - Filial especializada en death metal. Actualmente cerrada.

## Artistas actuales
| - '77 - 3 Inches of Blood - Aborted - Against The Plagues - Angelus Apatrida - Arch Enemy - Arsonists Get All the Girls - Asphyx - At All Cost - Becoming the Archetype (Excepto en US) - Belzebubs - BALA - Black Tongue - Bleed from Within - Blessed by a Broken Heart - Blindbullet - Blind Channel - Borknagar - Brand New Sin - Caliban - Celtic Frost - Ceremonial Oath - Chaosbreed - Cro-Mags - Chum - Coldrain - Comecon - Crash Kelly - Cronian - Deicide - Dark Fortress - Dark Funeral - Dark Tranquillity - Death - Despised Icon - Deicide - Devian - Diecast - Divine Empire - DivineFire - Divine Heresy - Dream Evil - Dragonland - Earth Crisis - Embrace The End - Entwine - Even Fall - Extol | - Eyes of Eden - Fear My Thoughts - Finntroll - Firewind - The Forsaken - Fozzy - Fu Manchu - The Gathering - God Forbid - Grave - Haste - The Haunted - Heaven Shall Burn - Hellhammer - Kenny Coull - ICS Vortex - Implore - Insomnium - In Flames - In The Act Of Violence - In This Moment - Into Eternity - Intronaut - Iwrestledabearonce - Jag Panzer - Jeff Loomis - Kivimetsän Druidi - Kotipelto - Krisiun - Lacuna Coil - Loaded - Lorna Shore - Lullacry - Luna Mortis - Man Made Man - Manntis - Maroon - Marduk - Martyr Defiled - Mercenary - Moonsorrow - Nachtmystium - Naglfar - Napalm Death - Nebula - Nevermore - Nightrage - Nocturnal Rites - Norma Jean (excepto en E.U.) - Norther | - Oceans of Slumber - Old Man's Child - Omnium Gatherum - Opiate For The Masses - Orphaned Land - Paradise Lost - Passenger - Poisonblack - Queensrÿche - Royal Hunt - Sacramentum - Satyricon - Savage Circus - Scar Culture - Sworn Enemy - The Showdown (excepto en E.U.) - Skinlab - Stick to Your Guns - Suicide Silence - Sundown - Sworn Enemy - Tad Morose - Terror - Terrorizer - The Agonist - The Agony Scene - The Crown - The Haunted - Throne of Chaos - Tiamat - Turisas - UnSun - Vallenfyre - Venomous Concept - Vital Remains - Voivod - Warbringer - Warrel Dane - Warmen - Warrel Dane - Watch Them Die - We Were Gentlemen - Winds of Plague - Witchery - Wolf - Zimmers Hole - Zonaria |

## Artistas pasados
- Agents of Man
- All Boro Kings
- Alastis
- ...And Oceans
- Andrómeda
- Arcturus
- Angel Dust
- Architects
- Asphyx
- Avantasia
- Ayreon
- Behemoth
- Blind Guardian
- Bloodbath
- Carnal Forge
- Cemetary 1213
- Children of Bodom
- Comecon
- Cro-Mags
- Crows
- Cryptopsy
- Daemonarch
- Darkane
- Demolition Hammer
- Demons & Wizards
- Despair
- Diabolical Masquerade
- Dimension Zero
- Dimmu Borgir
- Ebony Tears
- Einherjer
- Emperor
- Enchantment
- Enforsaken
- English Dogs
- Enola Gay
- Exodus
- Eyehategod
- Fireball Ministry
- Flowing Tears
- Frankenstein Drag Queens From Planet 13
- Gorgoroth
- Grief
- Gurd
- Hatesphere
- Hexx
- Himsa
- Holy Moses
- Hostility
- House of Spirits
- Iced Earth
- Immolation
- Insult II Injury
- Internal Bleeding
- Jungle Rot
- Kalmah
- Marduk
- Mayhem
- Merauder
- Moonspell
- Morgoth
- Mucky Pup
- My Own Victim
- My Ruin
- Nightwish
- NJ Bloodline
- NonExist
- Opeth
- Paingod
- Pentagram
- Poltergeist
- Radakka
- Rotting Christ
- Ryker's
- Sacramentum
- Samael
- Sentenced
- Shadow
- Shadows Fall
- Sigh
- Skyclad
- Soilwork
- Solefald
- Sonata Arctica
- Stampin' Ground
- Strapping Young Lad
- Stuck Mojo
- Subzero
- Tankard
- Theatre of Tragedy
- Ulver
- Unleashed
- Vasaria
- Yakuza
- Zonata